# Papilio ascalaphus
Papilio ascalaphus is een vlinder uit de familie van de pages (Papilionidae).
De vlinder komt voor in het Oriëntaals gebied, met name in Indonesië en op de Filipijnen.
De spanwijdte van Papilio ascalaphus is 14 tot 16 centimeter. De basiskleur van de vleugels is donkerbruin tot zwart. Bij het mannetje bevindt zich op de voorvleugel een wittige band, op de achtervleugel een blauwe band. Deze banden worden door zwarte aders doorkruist. Aan de achtervleugel bevindt zich een staartje. Op de onderzijde bevinden zich langs de rand een rij oranje vlekken. Het vrouwtje heeft geen blauw, en heeft ook op de bovenzijde van de achtervleugel een rij oranje vlekken. Bij de gelijkende soort Papilio rumanzovia ontbreken de staartjes aan de achtervleugel.
De waardplanten zijn soorten uit het geslacht Citrus.